# Sindromul burnout
În psihologie, sindromul burnout sau sindromul epuizării profesionale reprezintă o stare de epuizare, atât fizică cât și psihică, care apare în special la persoanele a căror profesie implică o responsabilitate deosebită și interacțiuni frecvente cu oamenii. Apare tot mai frecvent în epoca modernă și conduce la scăderea performanțelor la locul de muncă, afectează relațiile cu cei din jur și calitatea vieții individului.
Conform Organizației Mondiale a Sănătății (OMS), sindromul burnout sau de extenuare rezultă din stres cronic la muncă negestionat cu succes, având simptome precum „sentimente de epuizare a energiei sau extenuare; distanță mentală mărită față de locul de muncă sau sentimente de negativism sau cinism legate de locul de muncă; și eficacitate profesională redusă.” Pe când sindromul burnout poate influența starea de sănătate și poate fi un motiv pentru oameni să contacteze serviciile de asistență medicală, el însuși nu este clasificat de OMS ca boală sau tulburare mentală. Organizația Mondială a Sănătății afirmă că „Burnout se referă în mod specific la fenomene din contextul profesional și nu ar trebui să se aplice pentru a descrie experiențe în alte arii ale vieții.”
În 1974, Herbert Freudenberger, un psiholog american, a introdus termenul „burnout” și a fost primul cercetător care a publicat într-un jurnal științific cercetarea asupra sindromului. Lucrarea s-a bazat pe observațiile sale cu privire la personalul voluntar (inclusiv el însuși) la o clinică gratuită pentru dependenți de droguri. El a caracterizat epuizarea printr-un set de simptome care include epuizarea rezultată din solicitările excesive ale muncii, la fel de bine și simptome fizice cum ar fi dureri de cap și insomnie, „rapiditate la furie” și gândire închisă. El a observat că muncitorul epuizat „privește, acționează și pare deprimat.” După publicarea lucrării originale a lui Freudenberger, interesul pentru epuizarea ocupațională a crescut. Deoarece expresia „burnt-out” făcea parte din titlul romanului din 1961 al lui Graham Greene, A Burnt-Out Case, care se referea la un medic care lucra în Congo Belgian cu pacienți care aveau lepră, expresia era probabil folosită în afara literaturii psihologice înainte ca Freudenberger să o folosască. Herbert Freudenberger publică în 1980 lucrarea Burn Out: The High Cost of High Achievement. What it is and how to survive it, în care descrie această tulburare. Wolfgang Kaskcha a scris despre documentația timpurie a subiectului.
Sindromul burnout se aseamănă cu depresia prin: tulburări de somn și de digestie, senzația de epuizare și de scădere a randamentului profesional, scăderea capacității de dialog și de interacțiune cu cei din jur, senzația de goliciune sufletească și că viața profesională invadează viața privată.

## Manifestare
În lucrarea sa, “Iesirea din depresie – medicamente sau psihoterapie”, Dominique Barbier descrie mai multe etape în evoluția acestui sindrom:
- entuziasmul ideal: specific începătorului care nutrește speranțe în cariera sa;
- stagnarea ineficientă: individul simte că nu este recompensat corespunzător muncii depuse;
- sentimentul de frustrare: apar tulburări fizice (cefalee, migrenă, tulburări gastro-intestinale) și emoționale (anxietate, depresie);
- apatie, dezamăgire și reacția de apărare: individul se simte tot mai frustrat, dar nu poate renunța la locul de muncă din motive economice, ceea ce conduce la crearea unei imagini negative despre propria persoană.

## Tratament
Având în vedere multitudinea și complexitatea cauzelor și manifestărilor, sindromul burnout nu este simplu de tratat deci se impune în primul rând urmarea unei psihoterapii sub îndrumarea medicului specialist.
Conducerea firmei, companiei trebuie să distribuie în mod judicios responsabilitățile angajaților, astfel încât aceștia să fie motivați, să aibă o muncă variată și să se reducă plictiseala, monotonia.
De asemenea, un rol important în dețin grupurile sociale care previn izolara individului și ajută la socializarea acestuia.

## Veziși
- Sindromul oboselii cronice
- Neurastenie